# Бродландс (Илиноис)
Бродландс (енгл. Broadlands) град је у америчкој савезној држави Илиноис.

## Демографија
По попису из 2010. године број становника је 349, што је 37 (11,9%) становника више него 2000. године.
| Група             | 2000.       | 2010.       |
| Белци             | 303 (97,1%) | 340 (97,4%) |
| Афроамериканци    | 2 (0,6%)    | 2 (0,6%)    |
| Азијати           | 0 (0,0%)    | 1 (0,3%)    |
| Хиспаноамериканци | 0 (0,0%)    | 4 (1,1%)    |
| Укупно            | 312         | 349         |